# JAC Heyue
La JAC Heyue, appelée aussi JAC Classe B, JAC J5 ou encore JAC B15 à l'export, est une berline du constructeur automobile chinois JAC Motors.